# Castelnuovo Bocca d'Adda
Castelnuovo Bocca d'Adda är en ort och kommun i provinsen Lodi i regionen Lombardiet i Italien. Kommunen hade 1 603 invånare (2018).